# Angel Lagdameo

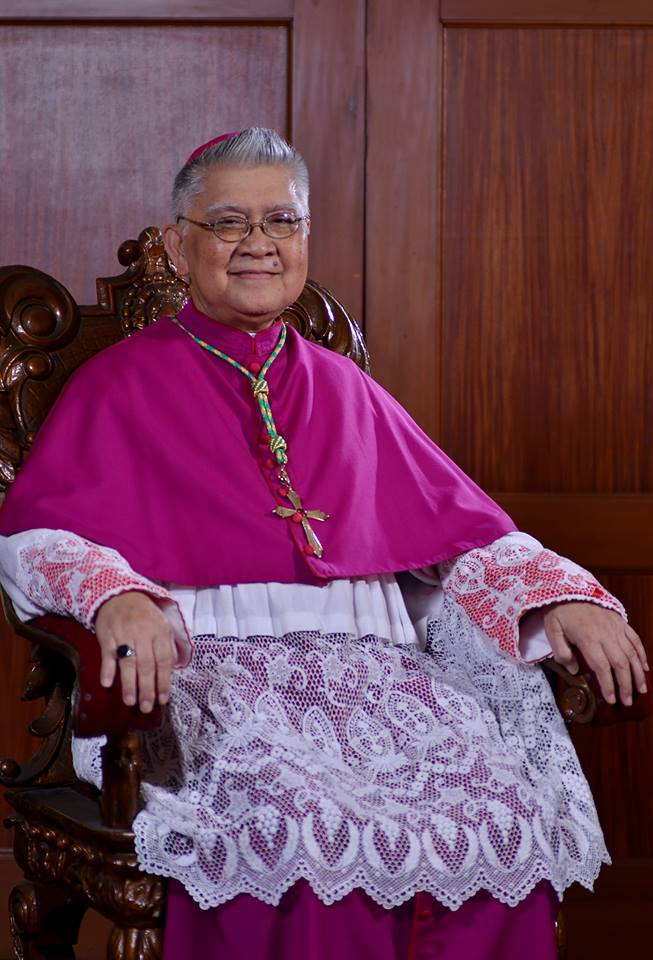
Aartsbisschop Angel Lagdameo

Angel N. Lagdameo (Lucban, 2 augustus 1940 – Iloilo City, 8 juli 2022) was een Filipijnse rooms-katholieke geestelijke. Lagdameo was van 2000 tot 2018 de aartsbisschop van Jaro. Van 2005 tot 2009 was Lagdameo bovendien president van de Filipijnse bisschoppenconferentie.
Lagdameo werd tot priester gewijd op 19 december 1964. Op 39-jarige leeftijd werd hij benoemd tot hulpbisschop van het Aartsbisdom Cebu en titulair bisschop van Oreto. Zes jaar later werd Lagdameo benoemd tot bisschop-coadjutor van het bisdom van Dumaguete. Vanaf 30 mei 1989 was Lagdameo zelf de bisschop van dit bisdom. Op 11 maart 2000 werd hij benoemd tot aartsbisschop van Jaro. Van oktober 2005 tot eind 2009 was hij bovendien de president van de Filipijnse bisschoppenconferentie.
Lagdameo overleed op 8 juli 2022 op 81-jarige leeftijd.